# Musanga cecropioides
Musanga cecropioides är en nässelväxtart som beskrevs av R. Br. apud Tedlie. Musanga cecropioides ingår i släktet Musanga och familjen nässelväxter. Inga underarter finns listade i Catalogue of Life.

## Bildgalleri

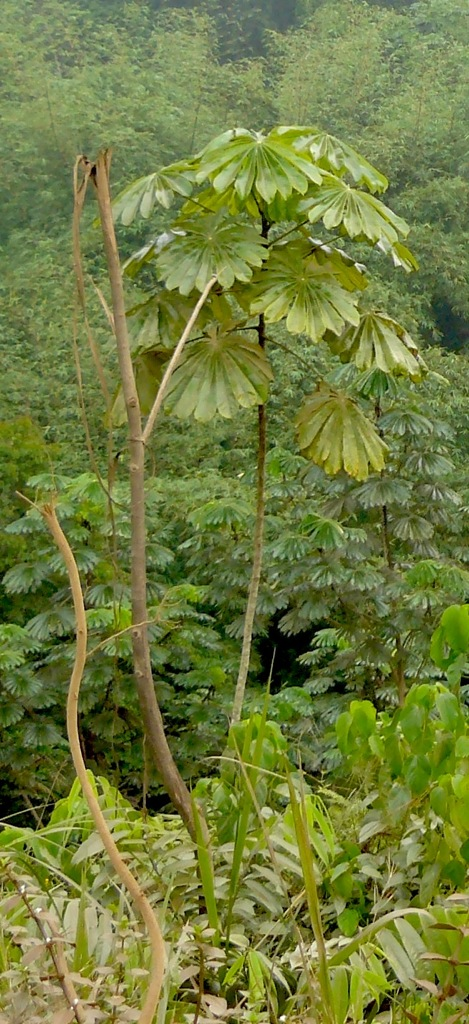